# Petergof
Petergof (rusko Петерго́ф), med letoma 1944 in 1997 imenovan Petrodvorec (Петродворец), je naselje v Petrodvorskem okrožju mesta Sankt Peterburg v Rusiji, ki leži severni strani Finskega zaliva. Po popisu iz leta 2002 ima 64.791 prebivalcev.
Kraj je znan predvsem po istoimenski palači, ki je bila zgrajena leta 1725 po zamisli Petra I. Velikega kot njegova letna rezidenca. Razkošen kompleks je dobil vzdevek ruski Versailles in je danes skupaj z mestnim središčem vpisan na seznam Unescove svetovne dediščine. Poleg palače stoji eden od kampusov Državne univerze Sankt Peterburg in znamenita tovarna ur, ki je najstarejša ruska tovarna.